# Fabrice Bureau
Pour les articles homonymes, voir Bureau.
Fabrice Bureau, né à Lessines (Hainaut, Belgique) le 24 décembre 1967, est professeur à la Faculté de médecine vétérinaire de l’Université de Liège (Belgique). Il a été vice-recteur à la recherche de l'Université de Liège de novembre 2018 à septembre 2022. 

## Biographie
Fabrice Bureau est titulaire d'une licence en biologie obtenue à l'Université de Mons (Belgique) en 1989 et d'un doctorat en médecine vétérinaire obtenu à l'Université de Liège en 1995. Il a pratiqué la médecine vétérinaire pendant deux ans. Il a ensuite réalisé une thèse de doctorat en sciences vétérinaires (2002) au sein du laboratoire de Physiologie Vétérinaire de l’ULiège, où il s'est spécialisé dans l'étude de l'asthme du cheval. Après sa thèse, il effectue plusieurs séjours post-doctoraux qui lui permettront de parfaire ses connaissances de l'asthme avant de revenir, en 2005, à la Faculté de médecine vétérinaire de l'Université de Liège pour y enseigner la biochimie et la biologie moléculaire en tant que chargé de cours. En 2010, il est promu Professeur Ordinaire. Il fait partie du centre de recherche interdisciplinaire GIGA. Il y a créé le laboratoire d'Immunologie Cellulaire et Moléculaire et y a également dirigé l'Unité de Recherche Thématique GIGA-Immunobiology,. En 2015, Fabrice Bureau devient membre associé de l'Académie royale de Médecine de Belgique,. Il est promu membre titulaire en 2019. Entre novembre 2018 et septembre 2022, il occupe le poste de Vice-recteur à la Recherche de l’Université de Liège (ULiège).

## Travaux
Les recherches de Fabrice Bureau portent sur le système immunitaire de la muqueuse respiratoire,. Il a notamment contribué à démontrer le rôle pro-inflammatoire des facteurs de transcription NF-kB et AP-1 dans l'asthme,,. Avec son équipe, il a également mis en évidence le rôle de la NETose dans le mode d'action de l'alun (hydroxyde d'aluminium), l'adjuvant vaccinal le plus utilisé, ainsi que dans l'apparition de l'asthme et l'exacerbation asthmatique induite par les infections virales respiratoires,,.
Il a développé une théorie selon laquelle les réponses immunitaires mucosales, en particulier dans le poumon, sont tempérées par des systèmes de freins immunitaires locaux dans lesquels des cellules régulatrices qu'il a découvertes jouent un rôle prépondérant. Parmi ces cellules, on compte les macrophages régulateurs et les eosinophiles régulateurs qui empêchent les réponses immunitaires aberrantes telles que l'asthme dans les voies respiratoires. Dans ce contexte, Fabrice Bureau et son équipe démontrent, en 2017,que l'exposition à de l'ADN bactérien accroît de façon conséquente la population de macrophages pulmonaires, ce qui permet de prévenir et de traiter l'asthme chez la souris. Cette découverte ouvre des pistes pour le développement d'une thérapie cellulaire basée sur l'administration de ces macrophages régulateurs aux patients souffrant d'asthme,,,,.
Pendant la pandémie de Sars-Cov-2 (COVID-19), le professeur Bureau a développé, avec son collègue le professeur Laurent Gillet, la procédure de testing utilisée en Belgique par la "plateforme nationale de testing COVID-19", laquelle a réalisé, grâce à cette procédure, plus de 5 millions de tests,,,. Le laboratoire COVID-19 de Fabrice Bureau et Laurent Gillet est celui qui a réalisé le plus grand nombre de tests en Belgique. En parallèle, Fabrice Bureau et Laurent Gillet ont sécurisé l'approvisionnement des réactifs et des consommables en plastiques nécessaires à la réalisation de ces tests en créant des lignes de production et de conditionnement ad hoc (réactifs d'inactivation virale et d'extraction de l'acide nucléique viral, boîtes 96 puits et kits de prélèvement),,,,,. Ils ont également contribué au développement d'un kit d'auto-prélèvement salivaire destiné à permettre le dépistage massif du virus dans la population active,,,,. Ce type de dépistage a notamment été utilisé dans les maisons de repos de la région wallonne pour y juguler la dispersion du virus, mais aussi dans les écoles, des collectivités ainsi que pendant le tour de France,,,,,,. Le laboratoire de dépistage créé par Fabrice Bureau et Laurent Gillet a reçu les honneurs de la visite du Roi Philippe et du Ministre Philippe de Backer, chargé du testing belge,,,. Les actions de Fabrice Bureau et de Laurent Gillet dans le cadre de la lutte contre le COVID-19 ont fait l'objet d'un livre intitulé "Entrepreneurs face à la crise - au coeur du testing COVID belge",,,.

## Prix et distinctions
- Commandeur de l'ordre de Léopold (Belgique) (2022).
- Membre de l’Académie Royale de Médecine de Belgique (ARMB) (membre associé en 2015, membre titulaire depuis 2019)[1].
- AstraZeneca Asthma/COPD Award, 2006, pour avoir développé une thérapie cellulaire spécifique de l'antigène par transduction lentivirale de cellules dendritiques[1],[50].